# Kévin Soni
Kévin Soni (Douala, 17 de abril de 1998) é um futebolista profissional camaronês que atua como meia-atacante.

## Carreira
Kévin Soni começou a carreira no Bordeaux.